# Rudolf Heidanus
Rudolf Heidanus (1952/1953 – 11 september 2024) was een Surinaams zanger. Hij vertolkte tweemaal het winnende lied tijdens SuriPop, in 1984 en in 2002.

## Biografie
Heidanus deed in 1984 mee met de derde editie van SuriPop en vertolkte het lied Gi yu dat geschreven was door Henk Mac Donald. Dit was het winnende lied dit jaar op het festival. In 2002 vertolkte Heidanus het lied Tide ete, dat wederom door Mac Donald was geschreven. Ook dit werd dit jaar het winnende nummer. Tussendoor bracht hij in 1986 de maxisingle Love ballads uit.
In 2011, 2012 en 2014 maakte Heidanus deel uit van de SuriToppers, een groep bekende Surinaamse artiesten die allen eerder hadden opgetreden tijdens SuriPop. De artiesten gaven meerdere optredens die goed bezocht werden. In Amsterdam werd in 2011 nog een extra concert ingelast.